# SN 1997en
SN 1997en – supernowa typu Ia odkryta 28 grudnia 1997 roku w galaktyce A045657-0411. W momencie odkrycia miała maksymalną jasność 24,40m.